# Universidad Libre de Córdoba
Universidad Libre de Córdoba es el nombre de una institución de enseñanza universitaria fundada en 1870, que abrió sus puertas en 1874 y que, como tal, dejó de existir en 1878. Promovida por la Diputación de Córdoba fue el germen que años más tarde daría lugar, ya en el siglo XX, a la creación de la Universidad de Córdoba.

## Historia
El 21 de octubre de 1868, el ministro de Fomento Ruiz Zorrilla promulgaba mediante decreto la libertad docente, a la vez que declaraba: «la enseñanza es libre en todos sus grados y cualquiera que sea su clase»; por lo que se autorizaba la fundación libre de centros de enseñanza. En enero de 1869, otro decreto autorizaba a las diputaciones provinciales y a los ayuntamientos a fundar libremente con fondos propios toda clase de establecimientos de enseñanza. Al calor de este decreto surgieron diversos centros en numerosos lugares, e incluso alguna universidad, como la Libre de Córdoba.
La excelentísima Diputación Provincial de Córdoba la creó por acuerdo del 15 de octubre de 1870.
Para ello contó con las aportaciones de destacadas personalidades cordobesas de la época, científicos y gentes relacionadas con la docencia y la cultura como don León Torrellas y de don Rafael Anchelerga. Comprendía las Facultades de Derecho y Medicina.
La Facultad de Medicina, aun en su corto período de existencia, tuvo una actividad muy destacada en la Universidad Libre de Córdoba. Su instalación tuvo lugar en el Hospital de Agudos del Cardenal Salazar y en la Casa de Parturientas, establecimientos benéficos ambos, dependientes de la Corporación Provincial.
El reglamento de la universidad, redactado el 23 de agosto de 1871 se publicó en 1873, incluyendo una Adición del 7 de noviembre de 1871 relativa a la titularidad de las plazas de cátedra y algunos aspectos relativos a su financiación. El reglamento consta de 162 artículos y se ocupaba de toda la problemática que puede presentar un centro docente, dedicando gran parte de su articulado a la exposición y organización de las enseñanzas prácticas a realizar.
El régimen de enseñanza que se seguía era similar en todo al que regía en los centros de enseñanza estatales de la época. La Facultad de Medicina abarcaba veintitrés asignaturas obligatorias. La sistemática relativa al ingreso en la facultad, matriculaciones, duración de los cursos académicos, exámenes y ejercicios de grado es exactamente la misma que se seguía en el resto de Facultades dependientes del Estado.
Como destaca el profesor Fernández Dueñas de entre su profesorado:

En su conjunto, hay que resaltar la personalidad de los doctores D. León Torrellas y Gallego, D. José Valenzuela y Márquez y D. Manuel de Luna, entresacando el profesionalismo del primero, el polifacetismo del segundo y la capacidad de trabajo del último. A poca distancia de estos tres, hay que situar a D. Juan Velasco, D. Enrique de Luna y D. Rafael Anchelerga.

Todos prácticamente pertenecen a la élite cultural de Córdoba, formando parte en todas las manifestaciones de esta índole que en la ciudad se organizan. Desde el punto de vista profesional, la totalidad del profesorado raya en la máxima altura, constituyendo el núcleo de médicos cordobeses más distinguidos de la época.
La Universidad Libre cerró definitivamente sus puertas en 1878 ante la falta de fondos para su mantenimiento y las convulsiones políticas de la época tras la finalización del sexenio revolucionario (1868 - 1874).